# Mustafa Akbaş
Mustafa Akbaş (Trebisonda, 30 maggio 1990) è un calciatore turco, difensore dell'Erzurumspor FK.

## Caratteristiche tecniche
È un difensore centrale che all'occorrenza può giocare anche da terzino sinistro.

## Carriera
Ha giocato nella prima divisione turca.